# Кфар-Йона
Кфар-Йона́ или Кефар-Йона (ивр. כפר-יונה‎) — посёлок городского типа в 11 км к востоку от Нетании в Центральном округе. Основан 23 января 1932 года. В 1940 году получил статус местного совета.В 2014 году получил статус города.

## Население
По данным Центрального статистического бюро Израиля, население на начало 2020 года составляло 24 778 человек.
Планируется увеличение населения до 60000. Дома построят на участке между мошавом Янув и Кфар-Йоной. Всего построят 2100 единиц жилья. Годовой прирост населения — 7,5 %. Большинство населения — уроженцы Израиля, а также репатрианты из стран бывшего СССР, Европы, Аргентины, Йемена, Эфиопии и других.

## Этимология названия
Кфар-Йона (ивр. «Деревня Йоны») был основан членом Всемирного Еврейского Конгресса Морисом Фишером. Поселок был назван в честь его отца (Жан Йона Фишер), и оригинально назывался «Ган-Йона» (ивр. «Сад Йоны»).
Также «йона» дословно переводится с иврита как «голубь». Поэтому голубь часто используется в качестве символа города, особенно среди детей.

## Известные жители и уроженцы
- Семендуева, Зоя Юноевна — горско-еврейская советская и израильская поэтесса.
- Бар, Цви — мэр города Рамат-Ган.
- Тернер, Яаков — бывший мэр города Беэр-Шева.